# Natuurlijke vegetatie
De natuurlijke vegetatie van een gebied is de vegetatie die zich zonder menselijke ingrepen sinds de laatste ijstijd heeft ontwikkeld. Het gaat om de vegetatie die zich spontaan heeft gevestigd en zich heeft ontwikkeld zonder voorafgaande menselijke ingrepen. 
De term natuurlijk verwijst naar iets dat vrij is van "menselijke ingrepen of beïnvloeding" in tegenstelling tot iets dat cultuurlijk (in de betekenis van: door de mens geschapen) is. Tot de antropogene invloeden worden gerekend: perceleren, ontsluiten (aanleggen van infrastructuur), draineren, ontwateren, kappen, afbranden, branden, betreding, graslandbeheer (hooien en maaien), beweiden, bemesten, gebruik van bestrijdingsmiddelen, ploegen en andere vormen van grondbewerking.
Vaak gebruikt men ook de term potentieel natuurlijke vegetatie, oftewel hoe de vegetatie eruit zou kunnen zien zonder menselijke tussenkomst of andere belangrijke gebeurtenissen. Dat deze niet gelijk is aan de natuurlijke vegetatie komt omdat de omstandigheden zich in de loop der tijd hebben gewijzigd, bijvoorbeeld door landbouw, maar ook klimaatwijzigingen of bodemvorming.

## West-Europa
In West-Europa was tijdens de laatste ijstijd met landijs bedekt. De natuurlijke vegetatie ontwikkelde zich na het terugtrekken van het landijs. De vegetatie was samengesteld uit idiochorofyten (autochtone of oorspronkelijk inheemse planten) die zich daarin een plaats hebben verworven. Veelal waren het (beneden de boomgrens) oerwouden, maar er ontstonden bijvoorbeeld ook hoogvenen. 

## Menselijke invloed
De invloed van de mens op een levensgemeenschap worden antropogene factoren genoemd. De menselijke beïnvloeding begon met het ontstaan van de landbouw. Voor die tijd bestond de menselijke invloed uit jacht en het verzamelen van planten en vruchten. Tot de menselijke beïnvloeding van landschappen behoort: perceleren, ontsluiten, draineren, ontwateren, kappen, beweiden, bemesten, ploegen en grondbewerking.
Naast de idiochorofyten hebben er zich als nieuwe planten de agriofyten in de potentieel natuurlijke vegetatie gevestigd. De planten verwierven zich daar een plaats, die zij nog niet hadden in de oorspronkelijke natuurlijke vegetatie. De epoecofyten zijn de cultuurafhankelijke planten die zich een plaats veroverd hebben in de actuele vegetatie, maar niet in de tegenwoordige potentieel natuurlijke vegetatie. Verder kwamen er de niet-ingeburgerde, onbestendig in het wild voorkomende planten (efemerofyten) en de slechts gecultiveerd voorkomende cultuurgewassen (ergasiofyten of cultuurplanten).

## Potentieel natuurlijke en halfnatuurlijke vegetaties
De potentieel natuurlijke vegetatie beschrijft hoe de vegetatie onder actuele omstandigheden zonder verdere menselijke tussenkomst of eventuele rampen er zou kunnen uitzien. Het is een concept voor het analyseren van syndynamische relaties tussen plantengemeenschappen. Potentieel natuurlijke zijn niet gelijk aan de natuurlijke vegetaties, omdat de klimatologische omstandigheden zich in Europa sinds de laatste ijstijd hebben gewijzigd.
Een halfnatuurlijk landschap is een landschap waarin de levensgemeenschappen zich spontaan gevestigd hebben, maar het landschap zelf is echter beïnvloed door menselijk ingrijpen: door menselijk ingrijpen (zoals door kap van bomen, begrazing, ontwatering) is de vegetatiestructuur beïnvloed, maar de samenstelling van de vegetaties is spontaan en hoogstens indirect door de mens beïnvloed. Voorbeelden van halfnatuurlijke vegetaties zijn heide- en moeras-vegetaties.
Biomen worden gewoonlijk benoemd naar de overheersende natuurlijke of potentieel natuurlijke vegetatie.